# Nuyts Archipel

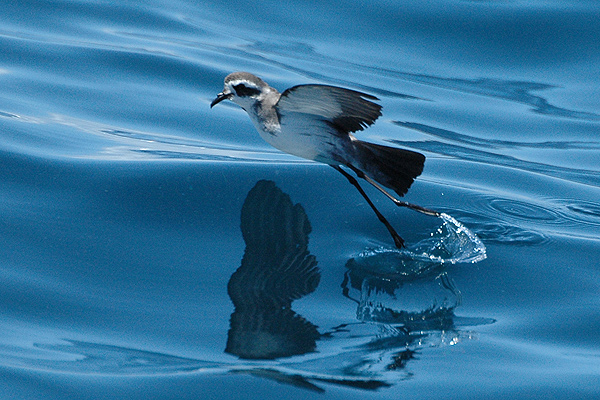
De Nuyts Archipel is een belangrijke broedplaats voor de pelagodroma...

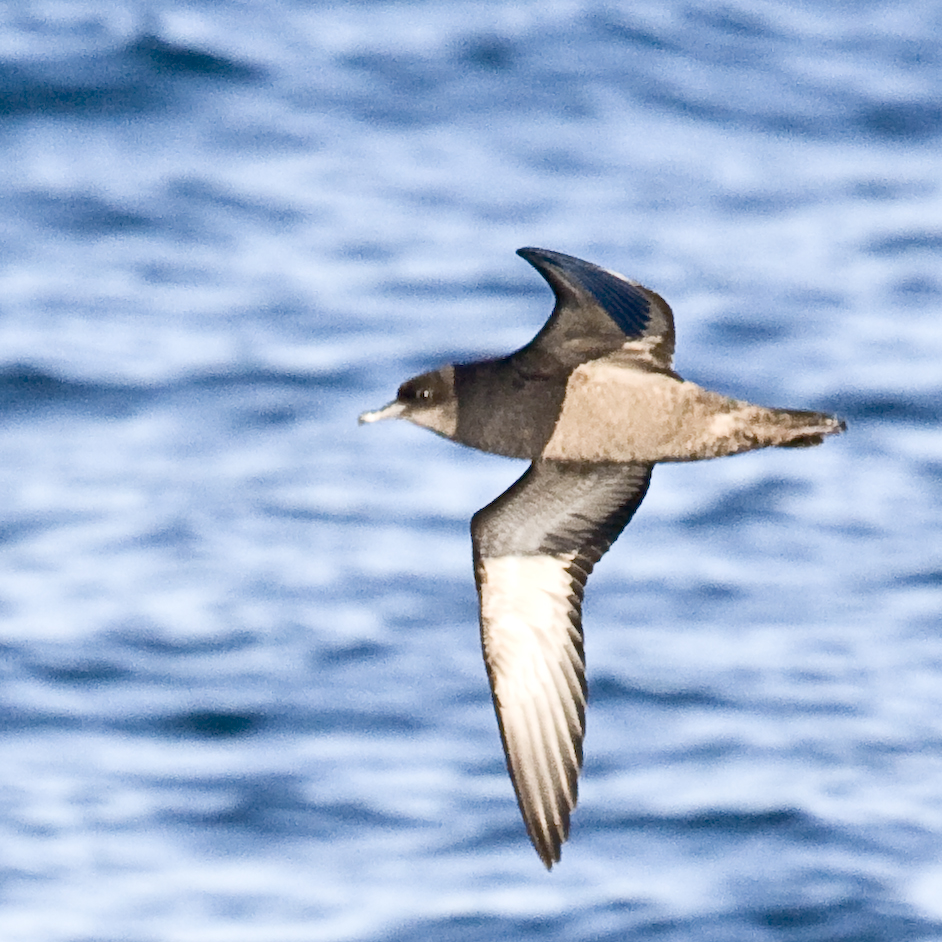
...de dunbekpijlstormvogel...

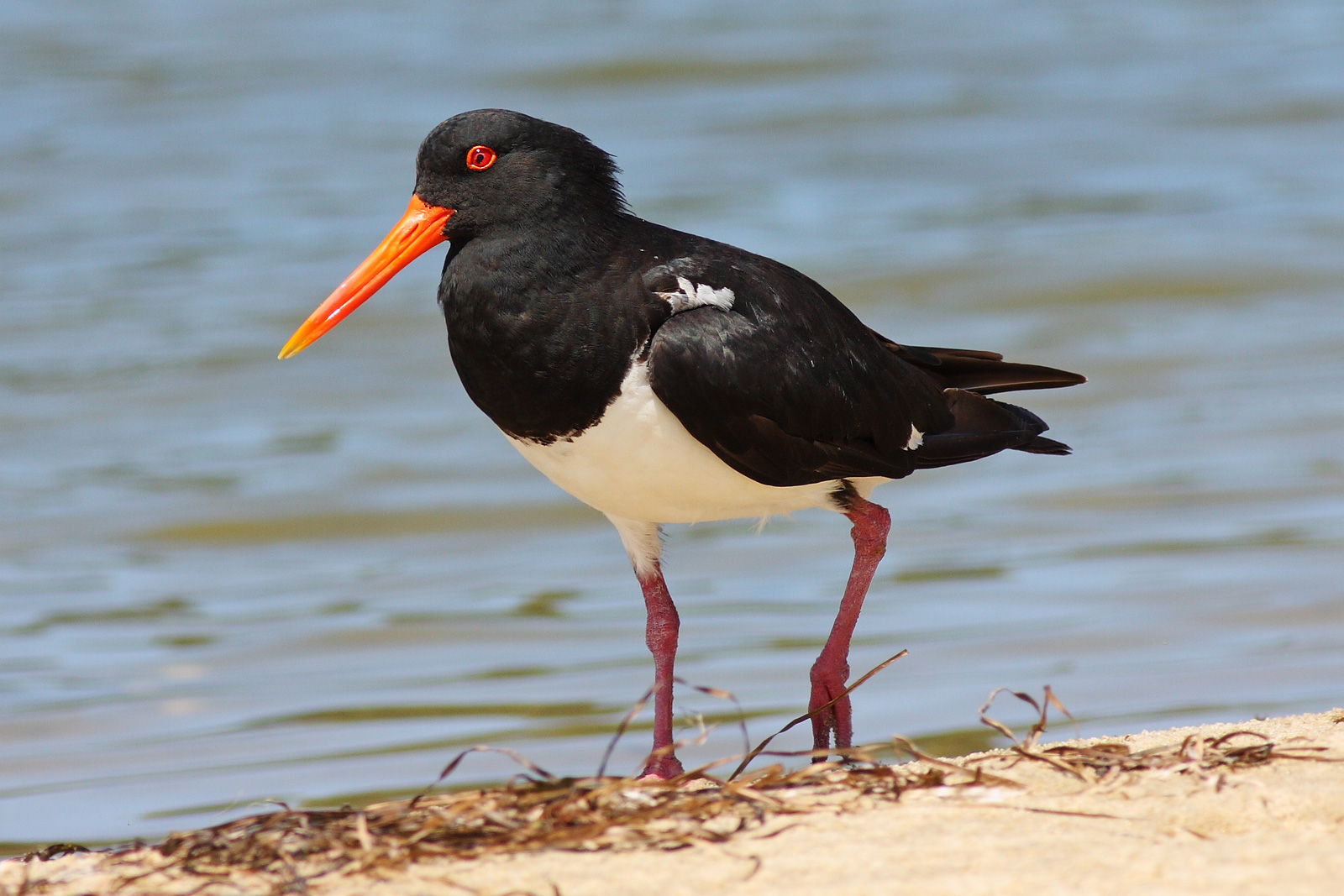
...de bonte scholekster (haematopus longirostris)...

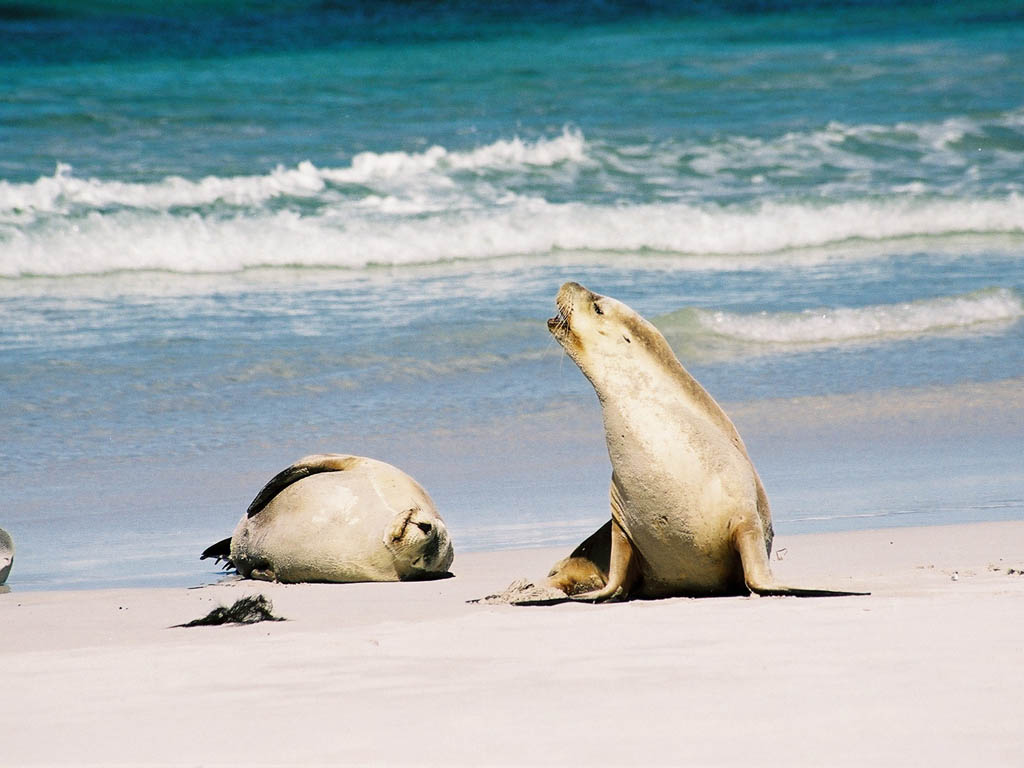
...en de Australische zeeleeuwen.

De Nuyts Archipel, inclusief de Eilanden van St. François, bestaat uit een groep van ongeveer dertig voornamelijk kleine eilanden en enkele riffen in de buurt van het district Ceduna in Zuid-Australië, aan de verre oostzijde van de Grote Australische Bocht en de noordwestkust van het schiereiland Eyre. Op veel eilanden bevinden zich grote kolonies dunbekpijlstormvogels. De kleinere eilanden en riffen fungeren als broedplaats voor Australische zeeleeuwen.

## Historie
Matthew Flinders vernoemde de eilanden in 1802 naar de Nederlander Pieter Nuyts, de belangrijkste passagier aan boord van het schip 't Gulden Zeepaert, onder leiding van François Thijssen die dit deel van Australië in januari 1627 in kaart heeft gebracht. Zowel Flinders als Nicolas Baudin, die hier ook in 1802 was, gaf meerdere eilanden een naam.
Gedurende de vroege negentiende eeuw werd de archipel gebruikt als basis voor de zeehondenjacht en de walvisvaart.

## Beschrijving
De eilanden en riffen die het verst van het schiereiland Eyre afliggen, worden de Eilanden van St. François genoemd, naar het grootste eiland van deze groep. De ondergrond van de meeste van deze eilanden bestaat uit graniet, bedekt met calcareniet. Aan zee is het zachtere calcareniet sterk geërodeerd.
De wateren rond de archipel en de belendende baaien van het vasteland vallen onder het 4000 km2 grote Nuyts Archipelago Marine Park. Dit gebied is uniek voor Zuid-Australië vanwege de naar het oosten stromende Golf van Leeuwin, waardoor het in biologisch opzicht meer lijkt op West-Australië. Bij de Nuyts Archipel vloeit de subtropische Golf van Leeuwin samen met de koudere Golf van Flinders, wat voor een bijzondere biodiversiteit zorgt, zoals de aanwezigheid van de vis neatypus.

### Eilanden
Eilanden van François Natuurpark
- Eiland van St. François – vernoemd in 1627 door Thijssen naar zijn eigen patroonheilige. Met 809 ha is dit het op een na grootste eiland van de archipel. Er zijn naar schatting ongeveer 275.000 broedende paren dunbekpijlstormvogels.[4] Het hoogste punt is 81 meter boven de zeespiegel, met een vuurtoren en een radiomast. Het is lange tijd bewoond geweest.[1]
- Masillon – 2,5 km ten zuiden van het Eiland van St. François. Het is door Baudin vernoemd naar een bisschop van het Franse aartsbisdom Clermont, Jean Baptiste Massillon.[1] Er verblijven ongeveer 40.000 paren dunbekpijlstormvogels.[4]
- Fenelon – 1,5 km ten zuiden van Masillon en is door Baudin vernoemd naar François Fénelon, een Franse aartsbisschop en theoloog.[1] Het heeft een geschatte populatie van 13.000 paren pelagodroma.[4] Het bevat tevens een kolonie Australische zeeleeuwen.[5]
- Glad – 200 meter ten noorden van het Eiland van St. François.[4][1]
- Ei – 400 meter ten noordoosten van het Eiland van St. François. Het hoogste punt is 41 meter boven de zeespiegel.[1][4]
- Hond – 300 meter ten noordoosten van het Eiland van St. François met bijna 4000 dunbekpijlstormvogels.[4]
- Freeling – 100 meter ten noordoosten van Hond en is vernoemd naar de majoor-generaal Sir Arthur Henry Freeling.[1] Het heeft meer dan honderd paren dunbekpijlstormvogels.[4]
- West – 1,5 km ten westen van het Eiland van St. François in open zee.[1][4] Er is een kolonie Australische zeeleeuwen.[5]
- Lacy – 12 km ten noordoosten van het Eiland van St. François. Het werd door Flinders op 3 februari 1802 vernoemd naar Lacy, een mannelijk bemanningslid van het schip HMS Investigator.[1] Het heeft een kolonie dunbekpijlstormvogels (bijna 5000 paren.[4]
- Hart – vernoemd naar kapitein John Hart, een minister-president van de deelstaat Zuid-Australië.[1]

Evans eiland
- Evans – ligt tussen de twee natuurparken in, maar behoort er niet toe. Op het eiland staat een vuurtoren en heeft een grote kolonie dunbekpijlstormvogels (ongeveer 30.000 paren).[4]

Nuyts Archipelago Conservation Park
- St. Pieter – met 13 km lengte en 3429 ha groot is dit het grootste en het gemakkelijkst te bereiken eiland van de archipel. Het heeft de grootste populatie dunbekpijlstormvogels (335.000 paren). Het ligt 5 km ten zuiden van het vasteland en werd bewoond en bewerkt vanaf 1859 tot in 1988, toen het onderdeel werd van een natuurpark.[4] Het is in 1627 door Thijssen vernoemd naar de patroonheilige van Pieter Nuyts.[1]
- Gliddon Rif – ten zuidwesten van St. Pieter met een kolonie Australische zeeleeuwen.[5]
- Purdie-eilanden – niet meer dan een keten lage rotsen,[4] vernoemd door Flinders op 3 februari 1802 naar Robert Purdie, de assistent van de chirurg aan boord van het schip Investigator.[1] Er is een kolonie Australische zeeleeuwen.[5]
- Lounds – vernoemd door Flinders op 7 februari 1802 naar de adelborst Sherrard Lound.[4][1] Het heeft een kolonie Australische zeeleeuwen.[5]
- Geit – 303 ha groot en ligt 2 km ten zuidwesten van St. Pieter en heeft een kolonie dunbekpijlstormvogels (95.000 paren).[1] Het wrak van de eenpersoons stomer Eleni K (van origine Johns Hopkins) ligt ter noorderzijde van het eiland.[6]
- Golfbreker – een eiland ten noordoosten van Geiteiland. Er is een kolonie Australische zeeleeuwen.[5]
- Eyre – een eiland van zand met een grote kolonie bonte scholeksters.[4] Het is vernoemd naar de ontdekkingsreiziger Edward John Eyre.[1]
- Franklin-eilanden – zowel Oost- als West-Franklin-eilanden. Er zijn meer dan 100.000 paren dunbekpijlstormvogels.[4] Ze zijn op 3 februari 1802 vernoemd naar de adelborst John Franklin die later erg bekend werd als ontdekkingsreiziger.[1]
- Eilanden Lilliput en Blefuscu – klein en kregen pas in 2007 officieel deze namen. Ze zijn vernoemd naar de eilanden Lilliput en Blefuscu uit het boek Gullivers reizen van Jonathan Swift uit 1726. Beide hebben kolonies zeeleeuwen.[5] Het Eiland van St. François en dat van St. Pieter zijn door Swift vermoedelijk gebruikt als inspiratie voor deze twee eilanden.

## Belangrijke vogelgebieden
De archipel, met uitzondering van het eiland Hart, wordt door de organisatie BirdLife International beschouwd als een belangrijke 110 km2 grote vogelkolonie, omdat het meer dan 1% bevat van de wereldpopulaties dunbekpijlstormvogels (bijna 900.000 paren), pelagodroma's (22.750 broedende paren) en bonte scholeksters (ongeveer 250 vogels). Andere vogelsoorten in de archipel zijn onder andere de dwergpinguïn (ruim 1000 paren), diksnavelmeeuw (ongeveer acht paren), reuzenstern (ongeveer 350 paren), grote kuifstern (minimaal 3000 paren), alsook de oostelijke rifreiger, visarend, witbuikzeearend en de zwartkopplevier. Rotsparkieten komen voor op het eiland Lounds en vermoedelijk ook op het eiland Glad.

## Andere dieren
Tijgerslangen en de slang morelia spilota imbricata komen voor in de archipel. De langoorhaasrat komt voor op de Franklin-eilanden. Een geïsoleerde ondersoort van de gewone kortneusbuideldas (Isoodon obesulus nauticus) is endemisch en komt alleen voor op het Eiland van St. François en op de Franklin-eilanden. Mislukt is een poging om de borstelstaartkangoeroerat terug te brengen op het Eiland van St. François, waar het eerder was uitgestorven; een introductie op het eiland St. Pieter was meer succesvol. De archipel is belangrijk voor de Australische zeeleeuw; het bevat acht broedkolonies, alsook meerdere trekgebieden. De Nieuw-Zeelandse zeebeer komt ook voor in de archipel, terwijl de zuidkaper, ook Australische walvis genoemd, in het gebied voorkomt van mei tot oktober.